# Audie Norris
Pour les articles homonymes, voir Norris.
Audie James Norris, né le 18 décembre 1960 à Jackson (Mississippi), est un ancien joueur de basket-ball américain. Il joue au poste de pivot.

## Biographie
D'une taille de 2 mètres 06, Audie Norris, joueur très fort à la fois physiquement et techniquement, évolue pendant trois saisons, de 1982 à 1985, chez les Portland Trailblazers, club qui l'a choisi en 37e position lors du Draft 1982 de la NBA. Il part ensuite en Italie pour rejoindre le Benetton Trévise pendant deux ans, disputant le All-Star Game de la LegA en 1986.
Audie Norris passe les meilleures années de sa carrière au FC Barcelone où il évolue pendant six années entre 1987 et 1993. Il est considéré comme un des meilleurs joueurs à avoir joué dans le championnat espagnol. Avec ce dernier club, il remporte le titre de champion d'Espagne en 1988, 1989, 1990. Il remporte également deux coupes du Roi, en 1988 et 1991. Il dispute également deux All-Star Game de la Liga ACB. En Europe, il dispute trois Final Four de la Coupe d’Europe des clubs champions (sous le nom de Ligue des champions d’Europe en 1991) successifs, de 1989 à 1991. En 1989, c'est le Jugoplastika qui empêche le club catalan d'atteindre la finale en l'emportant sur le score de 87 à 77. L'année suivante, lors du Final Four de Saragosse, Barcelone élimine les Grecs de l'Aris Salonique 104 à 83 en demi-finale avant d'échouer en finale face aux Yougoslaves de Split qui remportent leur second titre grâce à une victoire 72 à 67. Malgré l'arrivée de l'entraîneur Božidar Maljković qui vient de remporter les deux titres précédents avec Split, c'est de nouveau ce dernier club qui empêche le FC Barcelone de remporter son premier trophée dans la plus prestigieuse coupe européenne. Split, sous sa nouvelle appellation POP 84, l'emporte lors du Final Four de Paris sur le score de 70 à 65.
Dans les années 2010, Audie Norris organise des stages pour apprendre le basket aux jeunes. Il souhaite également devenir entraîneur d'une équipe professionnelle.
En 2014, il est recruté par José Luis Galilea (directeur général de Cajasol Séville) afin qu'il rejoigne le staff du club sévillan et s'occupe des jeunes joueurs.
En juin 2015, Norris fait partie de la candidature de Joan Laporta à la présidence du FC Barcelone. En cas de victoire de Laporta, Norris dirigerait la section de basket du Barça avec Roger Grimau.